# Bradley Nkoana
Pour les articles homonymes, voir Nkoana.
 (août 2024).
La mise en forme du texte ne suit pas les recommandations de Wikipédia : il faut le « wikifier ».
Les points d'amélioration suivants sont les cas les plus fréquents. Le détail des points à revoir est peut-être précisé sur la page de discussion.
- Les titres sont pré-formatés par le logiciel. Ils ne sont ni en capitales, ni en gras.
- Le texte ne doit pas être écrit en capitales (les noms de famille non plus), ni en gras, ni en italique, ni en « petit »…
- Le gras n'est utilisé que pour surligner le titre de l'article dans l'introduction, une seule fois.
- L'italique est rarement utilisé : mots en langue étrangère, titres d'œuvres, noms de bateaux, etc.
- Les citations ne sont pas en italique mais en corps de texte normal. Elles sont entourées par des guillemets français : « et ».
- Les listes à puces sont à éviter, des paragraphes rédigés étant largement préférés. Les tableaux sont à réserver à la présentation de données structurées (résultats, etc.).
- Les appels de note de bas de page (petits chiffres en exposant, introduits par l'outil «  Source ») sont à placer entre la fin de phrase et le point final[comme ça].
- Les liens internes (vers d'autres articles de Wikipédia) sont à choisir avec parcimonie. Créez des liens vers des articles approfondissant le sujet. Les termes génériques sans rapport avec le sujet sont à éviter, ainsi que les répétitions de liens vers un même terme.
- Les liens externes sont à placer uniquement dans une section « Liens externes », à la fin de l'article. Ces liens sont à choisir avec parcimonie suivant les règles définies. Si un lien sert de source à l'article, son insertion dans le texte est à faire par les notes de bas de page.
- La présentation des références doit suivre les conventions bibliographiques. Il est recommandé d'utiliser les modèles {{Ouvrage}}, {{Chapitre}}, {{Article}}, {{Lien web}} et/ou {{Bibliographie}}. Le mode d'édition visuel peut mettre en forme automatiquement les références.
- Insérer une infobox (cadre d'informations à droite) n'est pas obligatoire pour parachever la mise en page.

Pour une aide détaillée, merci de consulter Aide:Wikification.
Si vous pensez que ces points ont été résolus, vous pouvez retirer ce bandeau et améliorer la mise en forme d'un autre article.
Bradley Botshelo Nkoana (né le 29 janvier 2005) est un sprinter sud-africain. Il a remporté l'argent aux Jeux olympiques de Paris 2024 au sein de l'équipe sud-africaine de relais 4 x 100 mètres.

## Jeunesse
Il a fréquenté le lycée pour garçons de Potchefstroom, après quoi il est allé à l'Université de Pretoria.

## Carrière
Il court en mars 2020 aux championnats juniors de Gauteng North, mais manque ensuite 18 mois de compétition en raison de la pandémie de Covid-19, puis d'une blessure aux ischio-jambiers et d'une fracture du talon.
En avril 2022, il remporte une médaille d'argent au 100 m senior masculin aux Championnats nationaux d'athlétisme senior de l'ASA à l'âge de 17 ans. En juillet 2022, il réalise un record personnel de 10,20 secondes pour le 100 mètres à Mannheim. En 2022, il est nommé pour le titre d'athlète junior sud-africain de l'année.
Il termine troisième aux Championnats d'Afrique du Sud d'athlétisme sur 100 mètres en avril 2024, avec un temps de 10,29 secondes. Il a couru au sein de l'équipe sud-africaine de relais 4x100 m qui s'est qualifiée pour les Jeux olympiques de Paris 2024 aux Championnats du monde de relais 2024 à Nassau, aux Bahamas. En juin 2024, il est sélectionné dans l'équipe sud-africaine pour les Jeux olympiques de Paris 2024.,
Le 9 août 2024, Nkoana remporte une médaille d'argent olympique au sein de l'équipe sud-africaine de relais 4 x 100 mètres aux Jeux olympiques de Paris alors qu'il n'avait encore que 19 ans.

## Palmarès
| Date | Compétition     | Lieu  | Résultat | Épreuve   | Temps   |
| ---- | --------------- | ----- | -------- | --------- | ------- |
| 2024 | Jeux olympiques | Paris | 2e       | 4 × 100 m | 37 s 57 |

## Vie personnelle
Il fréquente l'Université du Nord-Ouest.